# Campeonato Mundial Júnior de Patinação Artística no Gelo de 1976
O Campeonato Mundial Júnior de Patinação Artística no Gelo de 1976 foi a primeira edição do Campeonato Mundial Júnior de Patinação Artística no Gelo, um evento anual de patinação artística no gelo organizado pela União Internacional de Patinação (em inglês:  International Skating Union) onde os patinadores artísticos competem pelo título de campeão mundial júnior. A competição foi disputada entre os dias 10 de março e 13 de março, na cidade de Megève, França.

## Eventos
- Individual masculino
- Individual feminino
- Duplas
- Dança no gelo

## Medalhistas
| Evento                        | Ouro                                           | Prata                                              | Bronze                                  |
| Individual masculino detalhes | Mark Cockerell · Estados Unidos                | Takashi Mura · Japão                               | Brian Pockar · Canadá                   |
| Individual feminino detalhes  | Suzie Brasher · Estados Unidos                 | Garnet Ostermeier · Alemanha Ocidental             | Tracey Solomons · Reino Unido           |
| Duplas detalhes               | Sherri Baier · Robin Cowan · Canadá            | Lorene Mitchell · Donald Mitchell · Estados Unidos | Elizabeth Cain · Peter Cain · Austrália |
| Dança no gelo detalhes        | Kathryn Winter · Nicholas Slater · Reino Unido | Denise Best · David Dagnell · Reino Unido          | Martine Olivier · Yves Tarayre · França |

## Resultados

### Individual masculino
| Pos.              | Nome                     | Nacionalidade      | Pontos |
| ----------------- | ------------------------ | ------------------ | ------ |
| Medalha de ouro   | Mark Cockerell           | Estados Unidos     | 172.42 |
| Medalha de prata  | Takashi Mura             | Japão              | 165.70 |
| Medalha de bronze | Brian Pockar             | Canadá             | 166.62 |
| 4                 | Norbert Schramm          | Alemanha Ocidental | 159.80 |
| 5                 | Andrew Bestwick          | Reino Unido        | 158.10 |
| 6                 | Stephan Bril             | Alemanha Ocidental | 155.72 |
| 7                 | Patrice Macrez           | França             | 151.76 |
| 8                 | Pierre Lamine            | França             | 150.50 |
| 9                 | Shinji Someya            | Japão              | 150.34 |
| 10                | Jozef Sabovčík           | Tchecoslováquia    | 148.88 |
| 11                | Daniel Fuerer            | Suíça              | 146.18 |
| 12                | Gerald Schranz           | Áustria            | 143.04 |
| 13                | Helmut Kristofics-Binder | Áustria            | 137.32 |
| 14                | Michael Pasfield         | Austrália          | 136.60 |
| 15                | Francis Demarteau        | Bélgica            | 131.02 |
| 16                | Adrian Vasile            | Romênia            | 127.74 |
| 17                | Miljan Begovic           | Iugoslávia         | 127.30 |
| 18                | Jeremy Dowson            | África do Sul      | 114.98 |
| 19                | Marc Franquet            | Bélgica            | 114.38 |

### Individual feminino
| Pos.              | Nome                 | Nacionalidade      | Pontos |
| ----------------- | -------------------- | ------------------ | ------ |
| Medalha de ouro   | Suzie Brasher        | Estados Unidos     | 174.22 |
| Medalha de prata  | Garnet Ostermeier    | Alemanha Ocidental | 169.80 |
| Medalha de bronze | Tracy Solomons       | Reino Unido        | 162.82 |
| 4                 | Christa Jorda        | Áustria            | 160.94 |
| 5                 | Shinobu Watanabe     | Japão              | 156.68 |
| 6                 | Young-Soon Choo      | Coreia do Sul      | 151.66 |
| 7                 | Sanda Dubravčić      | Iugoslávia         | 151.08 |
| 8                 | Renata Baierova      | Tchecoslováquia    | 148.08 |
| 9                 | Christine Eicher     | Suíça              | 147.46 |
| 10                | Vicki Hollande       | Austrália          | 135.20 |
| 11                | Genevieve Schoumaker | Bélgica            | 128.44 |
| 12                | Sylvia Doulat        | França             | 125.78 |
| 13                | Irina Nichifolov     | Romênia            | 125.12 |
| 14                | Herma van der Horst  | Países Baixos      | 127.26 |
| 15                | Eveline Panova       | Bulgária           | 112.58 |

### Duplas
| Pos.              | Nome                               | Nacionalidade   | Pontos |
| ----------------- | ---------------------------------- | --------------- | ------ |
| Medalha de ouro   | Sherri Baier / Robin Cowan         | Canadá          | 128.39 |
| Medalha de prata  | Lorene Mitchell / Donald Mitchell  | Estados Unidos  | 124.94 |
| Medalha de bronze | Elizabeth Cain / Peter Cain        | Austrália       | 116.67 |
| 4                 | Jana Bláhová / Ludek Feno          | Tchecoslováquia | 114.12 |
| 5                 | Sabine Fuchs / Xavier Videau       | França          | 114.12 |
| 6                 | Karen Wood / Stephen Baker         | Reino Unido     | 100.33 |
| 7                 | Catherine Brunet / Philippe Brunet | França          | 94.27  |

### Dança no gelo
| Pos.              | Nome                                  | Nacionalidade | Pontos |
| ----------------- | ------------------------------------- | ------------- | ------ |
| Medalha de ouro   | Kathryn Winter / Nicholas Slater      | Reino Unido   | 176.22 |
| Medalha de prata  | Denise Best / David Dagnell           | Reino Unido   | 167.50 |
| Medalha de bronze | Martine Olivier / Yves Tarayre        | França        | 162.96 |
| 4                 | Anne-Sophie Druet / Laurent Mazarguil | França        | 161.20 |
| 5                 | Claudia Koch / Roland Schranz         | Áustria       | 154.28 |
| 6                 | Manuela Masserenz / Roberto Pelizzola | Itália        | 149.42 |
| 7                 | Rossella Rossio / Carlo Pavesi        | Itália        | 141.86 |
| 8                 | Sabine Köppe / Ernst Köppe            | Áustria       | 131.34 |

## Quadro de medalhas
| Ordem | País               | Medalha de ouro | Medalha de prata | Medalha de bronze |    | Ordem por total |
| ----- | ------------------ | --------------- | ---------------- | ----------------- | -- | --------------- |
| 1     | Estados Unidos     | 2               | 1                |                   | 3  | 1               |
| 2     | Reino Unido        | 1               | 1                | 1                 | 3  | 1               |
| 3     | Canadá             | 1               |                  | 1                 | 2  | 3               |
| 4     | Alemanha Ocidental |                 | 1                |                   | 1  | 4               |
| 4     | Japão              |                 | 1                |                   | 1  | 4               |
| 6     | Austrália          |                 |                  | 1                 | 1  | 4               |
| 6     | França             |                 |                  | 1                 | 1  | 4               |
| TOTAL | TOTAL              | 4               | 4                | 4                 | 12 | —               |